# Contea di Zogang
Zogang (左贡县S; Zuǒgòng XiànP) è una contea cinese della prefettura di Qamdo nella Regione Autonoma del Tibet.  Nel 1999 la contea contava 41.326 abitanti.

## Geografia antropica

### Centri abitati
- Wangda 旺达镇
- Tiantuo 田妥镇
- Zhayu 扎玉镇
- Dongba 东坝乡
- Zonglinka 中林卡乡
- Meiyu 美玉乡
- Xialinka 下林卡乡
- Bitu 碧土乡
- Renguo 仁果乡
- Raojin 绕金乡